# Wielkoduszny kochanek
Wielkoduszny kochanek (org. El amante liberal) – nowela Miguela de Cervantes, zamieszczona w zbiorku Nowele przykładne, opublikowanym w 1613 roku. Nowela ta stanowi pierwszy w literaturze wyraz hiszpańskiego ideału nazywanego caballeria i charakteryzującego się połączeniem odwagi i śmiałości w stosunku do mężczyzn z wspaniałomyślnością i uczynnością w stosunku do kobiet. Nowela Cervantesa spopularyzowała caballerię, która pojawiała się odtąd licznie w literaturze hiszpańskiej, a także później – we francuskiej. Utwór opowiada o losach Ricarda, walczącego o uczucie sycylijki Leonisy. Konstrukcją przypomina typową włoską nowelę przygód.

## Zarys fabuły
Akcja noweli rozgrywa się na Sycylii. Hiszpan Ricardo zakochuje się w miejscowej dziewczynie, Leonisie. Ona jednak kieruje swoje uczucia w stronę zniewieściałego Cornelia. Bohaterowie stają się ofiarami pirackiego napadu. Ricardo i Leonisa dostają się do niewoli, natomiast Cornelio ucieka. Ricardo dostaje się do niewoli wicekróla Cypru, a Leonisa staje się obiektem rywalizacji dwóch wicekrólów. Ostatecznie zdobywa ją pewien kadi i przeznacza dziewczynę na prezent dla Wielkiego Turka. Dowiedziawszy się o tym, Ricardo pod postacią niewolnika dostaje się do orszaku wiozącego Leonisę do Konstantynopola. Po drodze statek, którym podróżują staje się obiektem napaści wicekrólów, wciąż próbujących zdobyć dziewczynę. W czasie ataku Ricardo odbija Leonisę i zawozi ją na Sycylię. Nie chcąc stawać na przekór jej pragnieniu oferuje ją Corneliowi. Leonisa jednak, będąc pod wrażeniem wielkoduszności Ricarda, zakochuje się w nim i poślubia go.